# محمد مظلوم

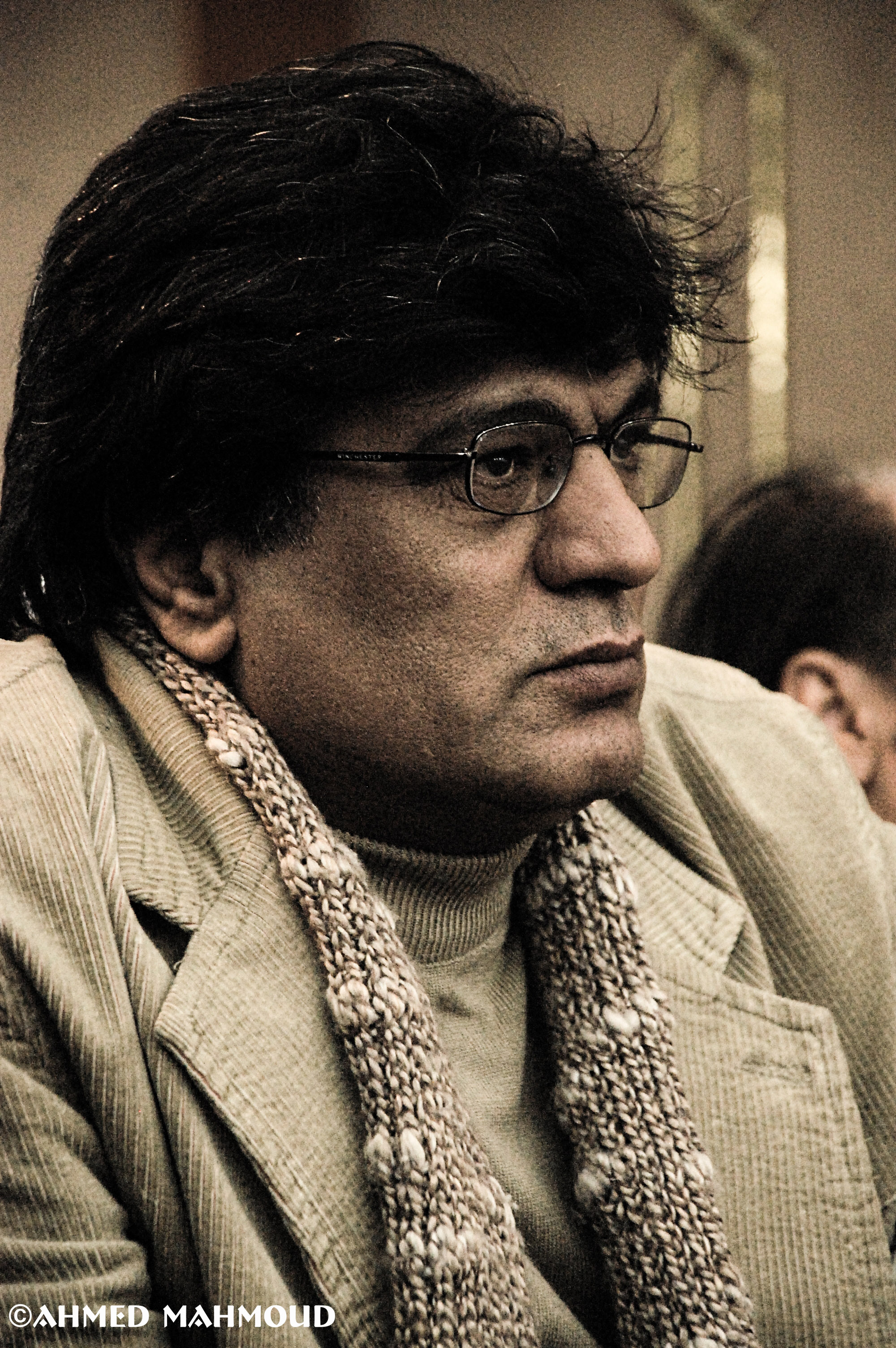
الشاعر محمد مظلوم

محمد مظلوم شاعر ومترجم عراقي ولد في بغداد منطقة الكرادة في 18 أكتوبر عام 1963 ، من أبوين مهاجرين من إحدى قرى قضاء النعمانية بمحافظة واسط .
أكمل الدراسة الابتدائية في مدينة الشماعية في مدرسة التوحيد التي كانت تتوسط مستشفى الأمراض العقلية ومركز لشرطة الخيالة آنذاك . ثم أكمل الدراسة المتوسطة في ثانوية بورسعيد بمدينة الثورة ثم ثانوية البحتري المسائية.
تخرج من قسم الدراسات الإسلامية في كلية الشريعة جامعة بغداد.
سيق للخدمة العسكرية خلال الحرب العراقية الإيرانية سائق دبابة في سلاح الدروع، بمناطق جمجمال وأغجلر وباسطكي في كركوك والسليمانية ودهوك في شمال العراق .
عين مدرساً ل اللغة العربية في المناطق الكردية في الشمال أيضاً في ثانوية ديانا على الحدود الإيرانية ثم ثانوية صلاح الدين في أربيل .
غادر العراق عن طريق الشمال عبر نهر الخابور إلى سوريا حيث يقيم منذ العام 1991.
نشر أولى قصائده عام 1978 وكانت قصيدة غزلية من الشعر العمودي في جريدة الراصد ، ثم نشر أغلب شعره في مجلة الطليعة الأدبية وجريدة العراق في الثمانينات، وبعد مغادرته العراق عمل في صحافة المعارضة العراقية كما نشر أشعاره ومقالاته في السفير والنهار اللبنانيتين والملحق الثقافي لجريدة الثورة السورية .
أسهم مع الشاعر السوري أحمد سليمان وعدد آخر من الأدباء العرب في إصدار مجلة كراس للإبداع المغاير في بيروت 1994.
وعمل محرراً أدبياً في ( كتاب في جريدة) التي تصدرها منظمة اليونسكو.. ويشرف عليها الشاعر العراقي شوقي عبد الأمير.

## أعماله

### دواوين
- غير منصوص عليه ـ ارتكابات ( شعر ـ دار الحضارة الجديدة ـ بيروت 1992)
- المتأخر ـ عابراً بين مرايا الشبهات ( شعر ـ دار الكنوز الأدبية ـ بيروت 1994)
- محمد والذين معه ( شعر ـ منشورات كراس ـ بيروت 1996)
- النائم وسيرته معارك ( شعر ـ دار الكنوز الأدبية ـ بيروت 1998 )
- خمسة شعراء عراقيين ( مختارات مع آخرين ـ دار الجندي دمشق 1998)
- أندلس لبغداد - قصيدة ـ دار المدى ـ دمشق 2002.
- اسكندرُ البرابرة (دار نينوى / دمشق / 2004)
- بازي النسوان (دار التكوين / دمشق/ 2008 كتاب فاطمة دار التكوين دمشق 2010

### في النَّثـر والدِّراسات
- عبد الوهاب البياتي: كتاب المختارات «دراسة ومنتخبات من شعره»(دار الكنوز الأدبية / بيروت 1998)
- ربيعُ الجنرالات ونيروز الحلاَّجين (دار نينوى – دمشق – 2003)
- عراق الكولونيالية الجديدة من ملحمة كلكامش إلى خرائط كولومبس (دار رياض الريس /بيروت / 2005)
- الفتن البغدادية / فقهاء الْمَارينز وأهلُ الشقاق (دار التكوين / دمشق طبعة أولى 2006 – طبعة ثانية 2009)
- حطب إبراهيم أو الجيل البدوي شعر الثمانينات وأجيال الدولة العراقية ( دار التكوين / دمشق 2007)
- أصحاب الواحدة/اليتيمات والمشهورات والمنسيات من الشعر العربي / منشورات الجمل بغداد/ بيروت 2012.
- ديوان رثاء الزوجات. من الشعر السومري إلى قصيدة النثر - دار الجمل 2013
- ديوان بغداد: مدينة تروي وشعراء يدونون. 2014.[2]
- رباعيات الخيام : ثلاث ترجمات عراقية رائدة . دار الجمل 2015.[3]
- الفكاهة والائتناس في مجون أبي نواس. دار الجمل 2018.
- الطائفة والنخبة الطائفية ولاء الجماعات في صراع الأمم. دار الجمل 2016.

### ترجمات
- يوميّات المنفى: وقصائد أخرى. تأليف: يانيس ريتسوس. دار الجمل 2018.
- ٨٢ ثانية؛ ظلال الطيور؛ وتريّات أحاديّة و قصائد أخرى. يانيس ريتسوس. دار الجمل 2018.
- سوريا البادية والغوطة. تأليف:  غيرترود بيل. دار التكوين 2019.
- عزلة مكتظة بالوحدة. تأليف: بوب كوفمان. دار الجمل 2020.[4]
- أعمال شعرية ونثرية: أشعاره؛ مقالاته؛ يومياته؛ حواراته؛ رسائله. لـ ألن غينسبرغ. تأليف: ألن غينسبرغ. دار الجمل 2021.
- المَطَرُ القَدِيمُ. شعر. تأليف:  تأليف: بوب كوفمان. دار الجمل 2021.